# L'Ouragan sur la montagne
Pour plus de détails, voir Fiche technique et Distribution.
L'Ouragan sur la montagne est un film muet franco-allemand réalisé par Julien Duvivier, sorti en 1922. Il s'agit du premier film réalisé grâce à une collaboration franco-allemande après la guerre.

## Synopsis
Dans un hôtel des Alpes, la disparition de quelques perles conduit à un meurtre ; un tueur est déguisé en inspecteur de police.

## Fiche technique
- Titre original : L'Ouragan sur la montagne
- Titre américain : The Hurricane on the Mountain
- Réalisation : Julien Duvivier
- Scénario : Julien Duvivier et Philippe Amiguet
- Sociétés de production : Geneva Films - Société Régionale de Cinématographie - Münchener Lichtspielkunst - Les Films Julien Duvivier
- Société de distribution : Agence Générale Cinématographique
- Pays de production :  France,  République de Weimar
- Langue : film muet avec les intertitres en français
- Métrage : 1 860 mètres
- Format : Noir et blanc — 35 mm — 1,33:1 — Muet
- Genre : Film dramatique, Film policier
- Durée : 62 minutes (1 h 2)
- Date de sortie : 
  - France : 5 septembre 1922

## Distribution
- Camille Beuve : Lord Barnett
- Lotte Lorring (de) : Violet Cooper
- Emile Hesse
- Gaston Jacquet : L'inspecteur David
- Marie Pillar : Olga Orloff
- Jean Stelli
- Lutz Götz
- P. Bischoff
- T. Scholl